# بری گود
بری گود (انگلیسی: Berry Good; کره‌ای: 베리굿; لاتین‌نویسی اصلاح‌شده: Beri Gut) گروه دخترانه اهل کره جنوبی بود که در سال ۲۰۱۴ شکل گرفت. لاین‌آپ نهایی اعضای گروه شامل جوهیون و سوبین بود و اعضای سابق سوبین، ایرا، نایون، دایه، ته‌ها، سویول، گو وون و سه‌هیونگ بودند. گروه در ۲۱ مه ۲۰۱۴ نخستین تک‌آهنگ خود را با نام «نامه عاشقانه» منتشر کرد. بری گود به صورت رسمی در ۱۲ مه ۲۰۲۱ منحل شد.

## اعضا
- سوبین (수빈) – رپر[۱]
- ایرا (이라) – رپر[۱]
- نایون (나연) – وکالیست
- دایه (다예) – وکالیست، رپر[۲]
- ته‌ها (태하) – لیدر، وکالیست[۳][۴]
- گو وون (고운) – وکالیست[۳]
- سویول (서율) – وکالیست[۵]
- جوهیون (조현) – وکالیست، رپر
- سه‌هیونگ (세형) – وکالیست، رپر[۶][۷]

زیرگروه‌ها
- بری گود هارت هارت: ته‌ها، سه‌هیونگ، گو وون